# Toni Grande
Toni Grande, nome completo José Antonio Grande Cereijo (Valencia, 17 settembre 1947), è un ex calciatore e allenatore di calcio spagnolo. In attività giocava nel ruolo di centrocampista.

## Palmarès

### Competizioni nazionali
- Campionato spagnolo: 2

Real Madrid: 1968-1969; 1971-1972
- Coppa di Spagna: 1

Real Madrid: 1969-1970